# Turdoides earlei
A Turdoides earlei a madarak osztályának verébalakúak (Passeriformes) rendjébe és a Leiothrichidae családjába tartozó faj.

## Rendszerezése
A fajt Edward Blyth angol zoológus írta le 1823-ban, a Malacocercus nembe Malacocercus earlei néven. Egyes szervezetek az Argya nembe sorolják Argya earlei néven.

## Alfajai
- Turdoides earlei earlei (Blyth, 1844)
- Turdoides earlei sonivia (Koelz, 1954[1]

## Előfordulása
Dél- és Délnyugat-Ázsiában, Banglades, India, Mianmar, Nepál és Pakisztán területén honos.
Természetes élőhelyei a szubtrópusi vagy trópusi száraz legelők és cserjések, víz közelében. Állandó, nem vonuló faj.

## Megjelenése
Átlagos testhossza 25 centiméter, testtömege 55-84 gramm.

## Életmódja
Rovarokkal, csigákkal és növényi anyagokkal táplálkozik.